# Masato Morishige
Pour les articles homonymes, voir Morishige (homonymie).
Masato Morishige (森重 真人, Morishige Masato), né le 21 mai 1987, à Hiroshima, au Japon, est un footballeur international japonais. Il évolue au poste de défenseur ou de milieu de terrain au FC Tokyo.

## Biographie
Masato Morishige participe avec le Japon à la Coupe d'Asie des nations des moins de 19 ans en 2006, puis à la Coupe du monde des moins de 20 ans 2007 et enfin aux Jeux olympiques d'été de 2008.
En club, il joue en faveur de l'Oita Trinita puis du FC Tokyo.

## Palmarès
- Finaliste de la Coupe d'Asie des nations des moins de 19 ans en 2006 avec le Japon U-19
- Vainqueur de la Coupe de la Ligue japonaise en 2008, avec l'Oita Trinita
- Champion de J-League 2 en 2011, avec le FC Tokyo
- Vainqueur de la Coupe du Japon en 2012, avec le FC Tokyo